# Octave Fleury du Mesnil
Octave Victor Germain Fleury du Mesnil (22 novembre 1832 - 25 juillet 1898) est un médecin et maire de Créteil entre 1873 et 1884.

## Biographie
Il fait partie de la commission des logements insalubres de la ville de Paris et enquête à ce titre, en 1877, sur une épidémie de variole signalée dans la cité Jeanne-d'Arc à Paris.